# Cultura da África do Sul
A cultura da África do Sul é influenciada pela diversidade étnica do país, o que pode ser apreciado na alimentação, na música e na dança.
Apesar de terem sofrido muita discriminação durante o apartheid, os negros tendem a relacionar-se mais com a cultura branca sul-africana do que com a negra, em particular a comunidade de língua africâner, cuja língua e crenças religiosas são semelhantes ou idênticas às dos bôeres brancos. Uma pequena minoria de "negros", conhecidos como malaios do Cabo, são muçulmanos.
Os asiáticos, predominantemente de origem indiana, preservam a sua própria herança cultural, línguas e crenças religiosas, professando ou o hinduísmo ou o islão sunita, e falando inglês, com línguas indianas como o Telugu ou o Gujarati a ser faladas com menos frequência. Existe uma comunidade chinesa bastante pequena, se bem que o seu número tenha vindo a crescer devido à imigração de Taiuã. Uma vez que os taiwaneses eram classificados como brancos e não como asiáticos durante o apartheid, eles tendem a ser em muitos aspectos mais semelhantes aos brancos do que aos outros asiáticos.

## Música

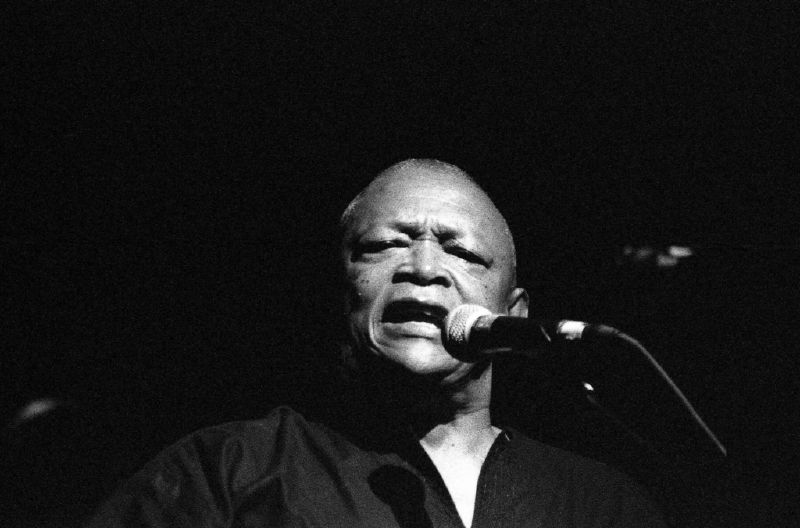
Hugh Masekela, trompetista, compositor e cantor sul-africano.

O cenário musical sul-africano inclui tanto a forma popular (Jive) como a folclórica. Os estilos Pop são baseados em duas fontes importantes, Zulu Isicathamiya cantando e harmônica Mbaqanga.
Existe uma grande diversidade na música da importante África do Sul. Muitos músicos negros que cantavam em africâner ou inglês durante o apartheid passaram a cantar em línguas africanas tradicionais, e desenvolveram um estilo único chamado gore rock'n roll. Digna de nota é Brenda Fassie, que alcançou fama graças à sua canção "Weekend Special", cantada em inglês. Grupos musicais famosos são os Ladysmith Black Mambazo e o Quarteto de Cordas do Soweto, que executa música clássica com sabor africano. Existe um bom mercado para música afrikaans, que cobre todos os géneros da música ocidental.

## Culinária

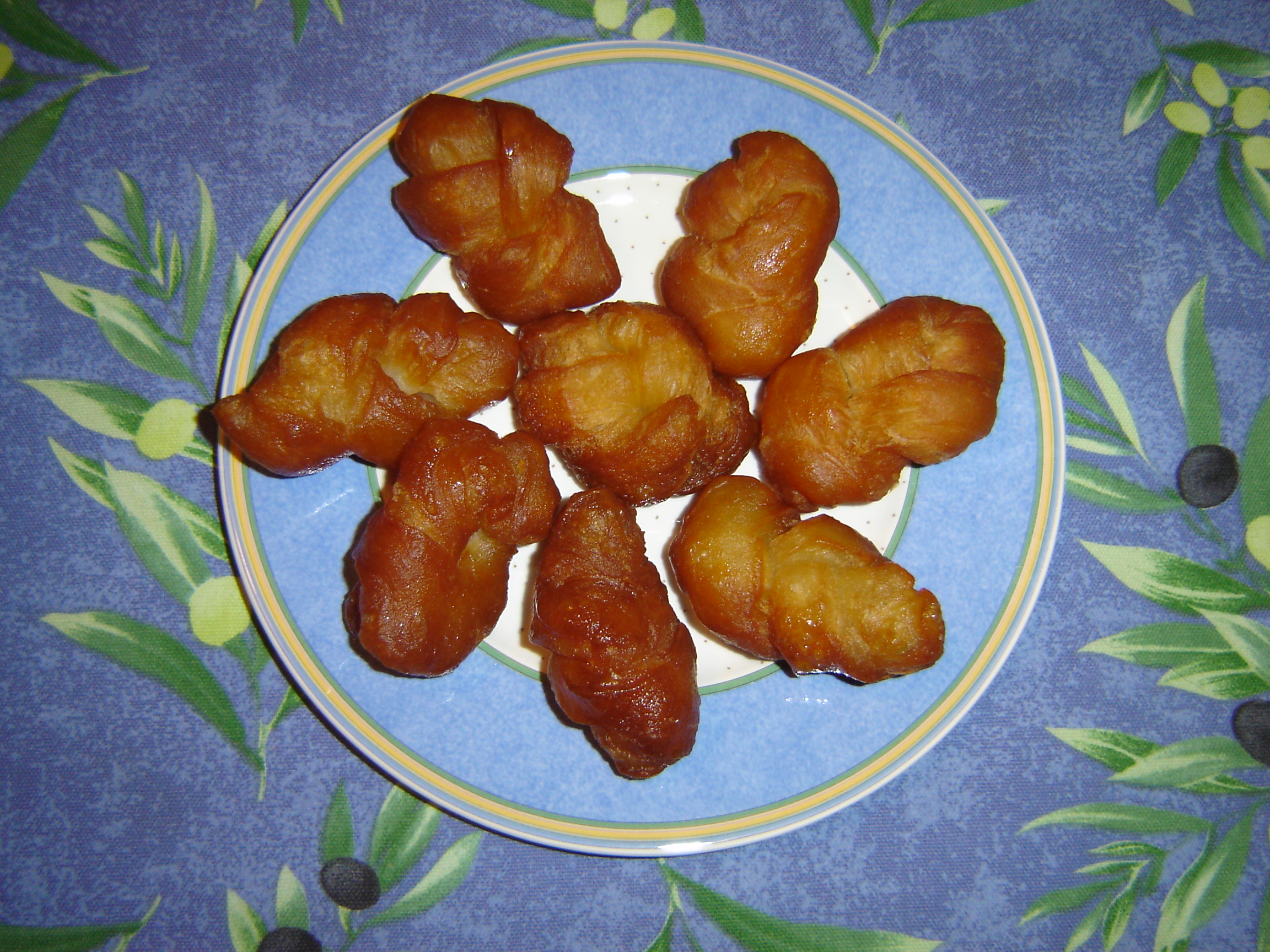
Koeksisters

A culinária da África do Sul é bastante variada. Deriva:
- Dos costumes dos coissãs, xossas, sotos e outros povos locais;
- Dos costumes estrangeiros introduzidos durante a época colonial, pelos africâneres e britânicos, assim como por seus escravos e serventes, incluindo as influências da culinária malaia dos povos provenientes da Indonésia.

Uma das tradições culinárias da África do Sul é a reunião social chamada braai, um churrasco geralmente com vários tipos de carnes e enchidos.

## Vinhos

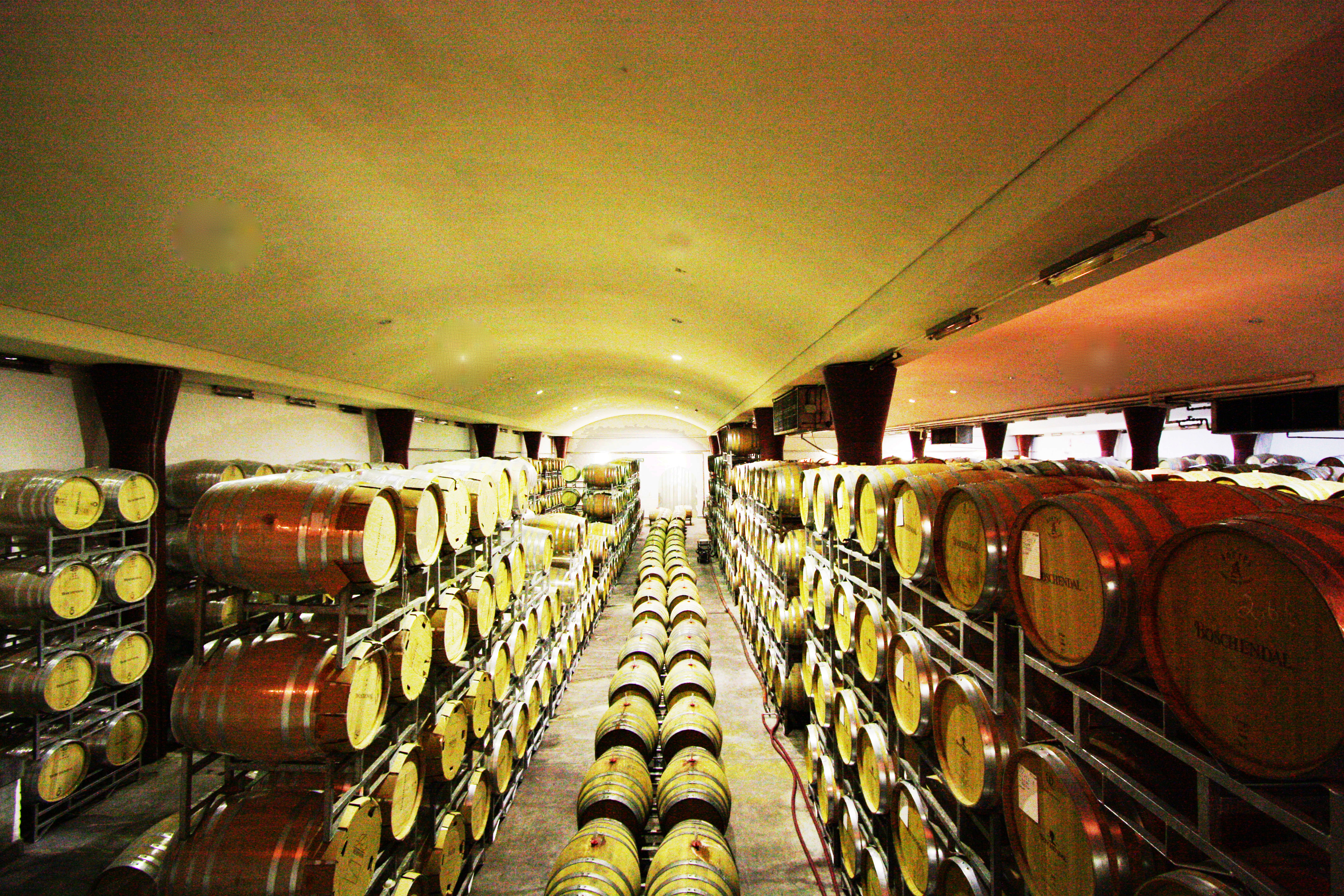
A Adega de Boschendal, na África do Sul

A África do Sul também se tornou num grande produtor de vinho, principalmente nos vales em torno de Stellenbosch, Franschoek e Paarl.
Os vinhedos foram plantados no país já no começo do século XVII, pela Companhia Neerlandesa das Índias Orientais, e a viticultura recebeu um grande impulso com a chegada de muitos imigrantes huguenotes franceses à região do Cabo. A primeira vinícola do país foi a Groot constantia.
O vinho sempre foi parte importante da cultura da região do Cabo, onde muitas das propriedades são históricas, com quase quatro séculos. Mais recentemente, com o fim do apartheid e do isolamento econômico, a viticultura sul-africana se modernizou e seus vinhos se tornaram ainda melhores, ganhando reconhecimento internacional.
A poderosa uva Pinotage é a mais caracterísitca do país. Os vinhos tintos feitos a partir desta uva são intensos e bastante encorpados, com um aroma muito característico. A África do Sul também produz vinhos brancos de qualidade. A vinícola De Wetshof é a mais tradicional especialista em brancos do país, e seus premiados Chardonnays têm um estilo muito clássico.

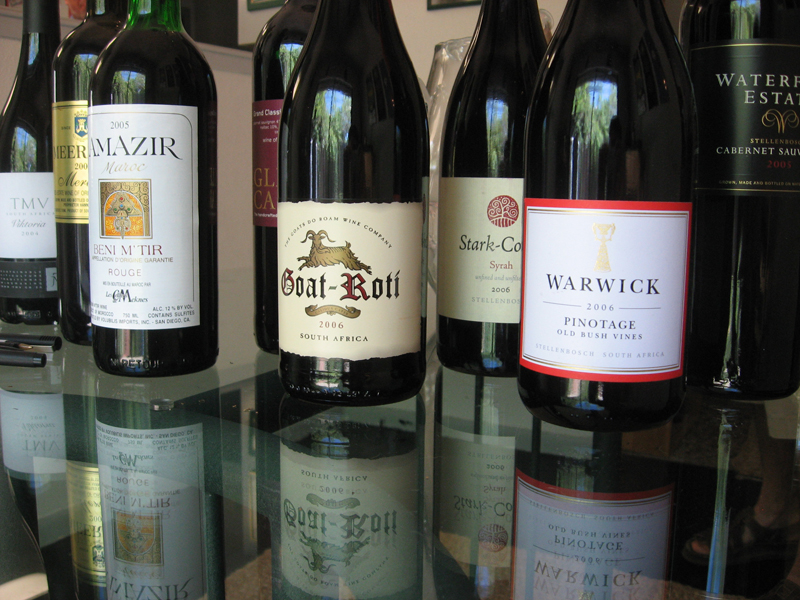
Alguns exemplares da produção vinícola sul-africana (foto: Jason Weaver)

## Meios de Comunicação
Na África do Sul existem muitos jornais diferentes. Entre eles, destacam-se os seguintes: The Star, The Sowetan e This Day (editados em Joanesburgo, Isolezwe (editado na Cidade do Cabo) e Daily Sun (editado em Gautengue).

## Literatura
A África do Sul já teve dois escritores que receberam o Prêmio Nobel da Literatura: J.M. Coetzee e Nadine Gordimer. Outros escritores importantes são J. R. R. Tolkien, autor de O Senhor dos Anéis e Karel Schoeman.

## Desporto
A Seleção Sul-Africana de Rugby foi campeã do mundo em 1995 e 2007. Os capitães da seleção eram, respectivamente, Francois Pienaar e Percy Montgomery. Em 2010, foi o anfitrião do Mundial de Futebol de 2010.

## Ciência e tecnologia
- Christiaan Barnard, o médico que realizou o primeiro transplante de coração.
- Mark Shuttleworth, informático e empresário fundador da empresa Canonical Ltd.

## Cinema e televisão
- Charlize Theron, atriz vencedora de um Oscar, naturalizada estadunidense.
- Arnold Vosloo, ator de cinema e televisão (possui igualmente a nacionalidade estadunidense).

## Feriados nacionais
| Data                             | Nome em português        |
| 1º de Janeiro                    | Ano Novo                 |
| 21 de Março                      | Dia dos Direitos Humanos |
| móvel                            | Sexta-feira Santa        |
| móvel (após o domingo de Páscoa) | Dia da Família           |
| 27 de abril                      | Dia da Liberdade         |
| 1º de Maio                       | Dia do Trabalhador       |
| 16 de Junho                      | Dia da Juventude         |
| 9 de Agosto                      | Dia Nacional da mulher   |
| 24 de Setembro                   | Dia do Patrimônio        |
| 16 de Dezembro                   | Dia da Reconciliação     |
| 25 de Dezembro                   | Natal                    |
| 26 de Dezembro                   | Boxing Day               |